# زنان در کره شمالی
وضعیت زنان در کره شمالی، به دلیل انزوای سیاسی کره شمالی، عدم تمایل مقامات کره شمالی به اجازه دسترسی بازرسان خارجی در این کشور و وجود گزارش‌های متناقض به‌طور کامل در خارج از کشور قابل درک نیست. موضع رسمی دولت کره شمالی این است که زنان با مردان برابر هستند.
کره شمالی قوانینی همچون قانون برابری جنسی، قانون کار و قانون ملی سازی صنایع اساسی را تصویب کرده‌است. اگرچه این سیستم‌های اجتماعی کاملاً موفق نبوده‌اند، اما آنها برای کمک به زنان در زندگی روزمره ادغام شده‌اند. اصلاحات انجام شده حقوق زنان در محل کار، حقوق وراثت و به اشتراک گذاری املاک و حقوق ازدواج و طلاق رایگان را فراهم می‌آورد. کره شمالی همچنین چندهمسری را غیرقانونی دانست. دولت تمام زمین‌های خصوصی را مصادره کرد و تبعیض املاک را از بین برد. امروزه، زنان کره شمالی در انواع نیروی کار شرکت می‌کنند و تعداد قابل توجهی از زنانی هستند که در جایگاه‌های بالایی قرار دارند. همچنین، امکانات زیادی برای زنان از جمله آسایشگاه، استراحتگاه و بیمارستانهای زایمان فراهم است.
نسبت زنان به مردان در مشاغل با دستمزد بالا به میزان قابل توجهی پایین‌تر از مشاغل با دستمزد پایین است. علاوه بر این، بیشتر زنان در مقام‌های عالی جامعه یا اقوام یا همسران رهبران عالی هستند. صرف نظر از اصلاحات در تلاش برای تضعیف ساختارهای اجتماعی مردسالارانه، فضای سیاسی نمونه ای از همان ساختار مردسالاری است که اصلاحات قصد انحلال آن را داشتند. این نشان می‌دهد که چگونه آرمانهای نئوکنفوسیانیسم هنوز هم نفوذ خود را در جوامع دارد و بر سیاست‌های اجتماعی و سیاسی تأثیر می‌گذارند. کره شمالی در مبارزات خود علیه کنفوسیوسیسم از چین و ویتنام پیروی نکرده‌است.

## قبل از تقسیم کره

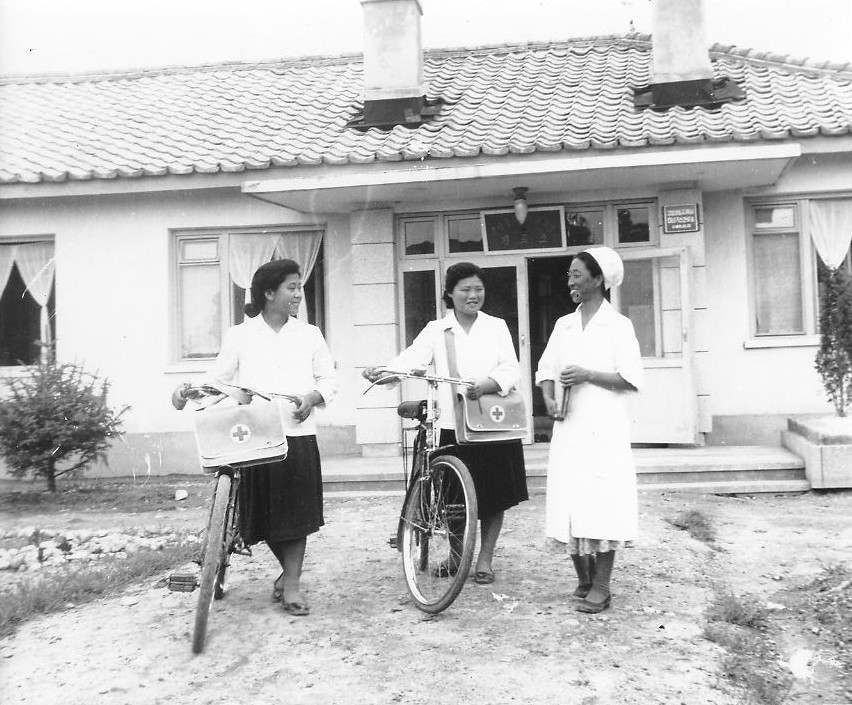
زنان تأمین کننده منابع ارتش، ژوئن ۱۹۷۲، هامهونگ

در پادشاهی چوسان، از زنان انتظار می‌رفت که وارث مرد را به دنیا بیاورند و از ادامه روند خانواده اطمینان یابند. زنان فرصت‌های کمی برای شرکت در زندگی اجتماعی، اقتصادی یا سیاسی جامعه داشتند. برخی موارد استثنائی در مورد محدودیت‌های نقش زنان وجود دارد. به عنوان مثال، از شمن‌باوری زن فراخوانده شد تا با از بین بردن ارواح شیطانی، دعا برای باران در هنگام خشکسالی، یا انجام طالع‌بینی و فال‌بینی، بیماری‌ها را درمان کنند.

## بعد از تقسیم

### در طول انقلاب کره شمالی، ۱۹۴۵–۱۹۴۵
پایگاه اجتماعی و نقشهای زنان بعد از سال ۱۹۴۵ تغییر اساسی پیدا کرد. قبل از جنگ کره ۱۹۵۰–۱۹۵۳، رژیم کمونیستی در کره شمالی شروع به ترتیب مجدد جامعه سنتی کره برای بازتاب جامعه ایده‌آل کمونیستی کرد. رژیم کمونیستی در کره شمالی در تلاش‌های خود برای ارتقاء برابری، به زنان در جوامع خود جایگاه‌هایی با اهمیتی به آنان اعطا کرد. یک نمونه از این مثال واحدهای حدود ۲۰ تا ۳۰ خانواده بود که اغلب توسط زنان هدایت می‌شدند. زنان همچنین هرگونه فعالیت مشکوک را به پلیس گزارش دادند و بازرسی‌های تصادفی انجام می‌دادند. این رهبران مستقیماً در آرمان کمونیستی و فرهنگ نظارت مشارکت داشتند و در کنار همتایان مرد خود در نقش‌های رهبری فعالیت می‌کردند.

### جنگ پس از کره
پس از جنگ کره، نسبت جمعیت بین این دو کره به دلیل «بمباران شدید» به شدت متفاوت بود؛ و کره شمالی ۱۲–۱۵٪ از جمعیت خود را در طول جنگ از دست داد. تقریباً نیمی از مردگان کره ای‌ها مرد بودند. کره شمالی «برای مقابله با میراث گذشته استعماری» استفاده شد. اهمیت رشد جمعیت برای توسعه کره شمالی بسیار مهم بود و فرزندآوری و افزایش جمعیت در کشور به شدن تشویق و حمایت می‌شد. بسیاری از فراری‌های کره شمالی واقع در چین ادعا می‌کنند که سقط جنین اجباری و کودک‌کشی در این کشور رایج است.

## قوانین

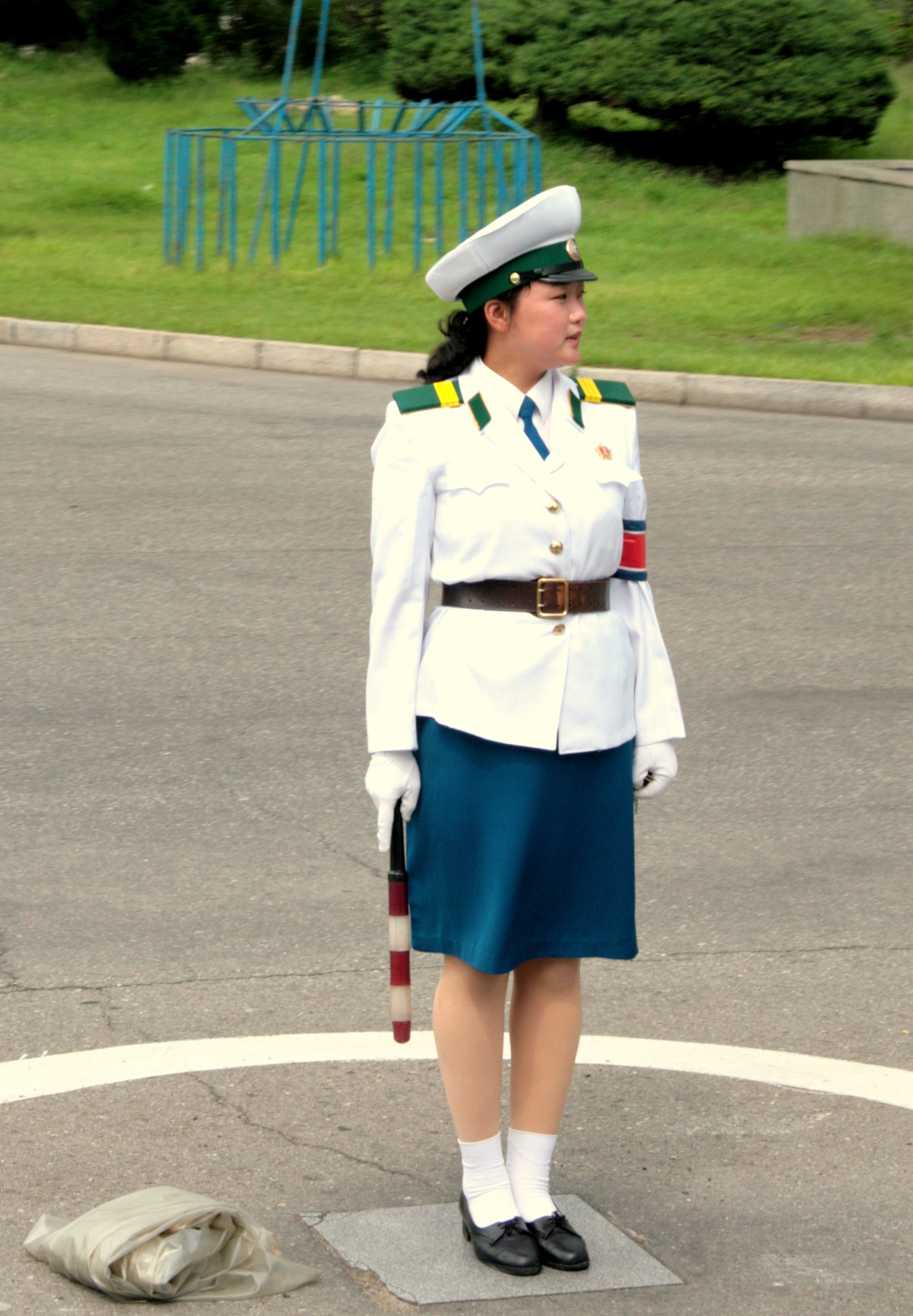
پلیس زن مسئول کنترل ترافیک در کره شمالی.

کمیته موقت مردم، قوانین مختلفی را برای ارتقاء تحولات اجتماعی، مانند قانون اصلاحات ارضی، قانون برابری جنسی، قانون کار و قانون ملی سازی صنایع اساسی تأسیس کرد.
مترقی‌ترین تغییر در موقعیت سنتی زنان، قانون برابری جنسی بود که در ۳۰ ژوئیه ۱۹۴۶ ابلاغ شد. این قانون بر حقوق برابر در همه زمینه‌ها، آزادی ازدواج و طلاق و حقوق برابر برای وراثت و به اشتراک گذاری املاک در صورت طلاق تأکید داشت. این امر به ازدواج‌های ترتیب یافته، تعدد زوجات، صیغه، خرید و فروش زنان، روسپی گری و سیستم سرگرمی حرفه ای پایان داد. "

## آزادی‌های شخصی
زنان در کره شمالی، دقیقاً مانند مردان، در زندگی روزمره به شدت محدود هستند: آزادی بیان، آزادی حرکت و حقوق مشابه توسط دولت کاملاً کنترل می‌شود. حتی تصمیمات شخصی مانند انتخاب مدل موی افراد آزاد نیست.